# Якобсен, Бо
Бо Якобсен (дат. Bo Jacobsen; 12 декабря 1948, Раннерс) — датский шахматист.
Чемпион Дании 1976 года. 
В составе национальной сборной участник 4-го командного чемпионата Европы (1970) в Капфенберге и 21-й Олимпиады (1974) в Ницце.

## Изменения рейтинга
| Графики недоступны из-за технических проблем. См. информацию на Фабрикаторе и на mediawiki.org. |